# Patricio Carrasco Hellwig
Patricio Juan Carlos Carrasco Hellwig (Viña del Mar, Chile, 11 de octubre de 1962) es un marino chileno, quien, entre los años 2010 y 2021, fue director del Servicio Hidrográfico y Oceanográfico de la Armada de Chile (SHOA), presidente del Comité Oceanográfico Nacional (CONA) y responsable del Servicio Nacional de Alarma de Maremotos (SNAM).

## Educación
Cursó sus estudios en los Colegios Saint Dominic de Viña del Mar; San Gabriel y Sagrados Corazones de Santiago y en el Patrick Henry / Minnie Howard School de Estados Unidos de América.
Ingresó a la Escuela Naval "Arturo Prat" en 1978, graduándose como Guardiamarina el 18 de diciembre de 1982.
Es especialista en Navegación e Hidrografía, con el título profesional de Ingeniero Hidrógrafo, obtenido en la Escuela de Hidrografía del Instituto Hidrográfico de la Marina de España en el año 1992, institución académica reconocida por la Organización Hidrográfica Internacional (OHI). Es Ingeniero de Ejecución en Armas, mención Navegación e Hidrografía, con el Grado Académico de Licenciado en Ciencias Navales y Marítimas, de la Academia Politécnica Naval. Posee el título de Profesor de Escuela en la Especialidad de Hidrografía. Es graduado del Curso de Informaciones en la Academia de Guerra Naval. Realizó el curso de Levantamientos Costeros con Sistemas Ecosondas Multihaz, de la Universidad de Nuevo Brunswick, Canadá, y el Curso de Preparación y Evaluación de Proyectos en el Instituto Latinoamericano y del Caribe de Planificación Económica y Social (ILPES).

## Carrera militar
Durante 1984 se desempeña a bordo del AP "Piloto Pardo"; en 1985 como Instructor de Guardiamarinas a bordo del Buque Escuela "Esmeralda"; en 1990 ocupa el cargo de Jefe del Departamento de Levantamiento Hidrográfico del Servicio Hidrográfico y Oceanográfico de la Armada de Chile. Entre 1992 y 1997, ejerce como Jefe de Grupo Hidrográfico en diversas comisiones en terreno a lo largo del país, incluyendo los Campos de Hielo Sur y la Antártica Chilena. En 1998 es transbordado a la Escuela Naval "Arturo Prat", donde es designado Instructor y Jefe de Curso del primer año de Cadetes. En 1999 es redestinado al SHOA, donde ocupa los cargos de Jefe de los Departamentos de Levantamiento Hidrográfico, Investigación y Desarrollo y Jefe del Área Técnica. El año 2007 es nombrado Subdirector de dicho Servicio, permaneciendo hasta fines del año 2009, fecha en la que es transbordado a la Academia Politécnica Naval, para asumir el puesto de Subdirector Académico.
El 4 de marzo de 2010 es nombrado Director del Servicio Hidrográfico y Oceanográfico de la Armada de Chile, cargo que asume el 5 de marzo de ese año.
El 1 de enero de 2014, el Supremo Gobierno le confiere el grado de Contraalmirante.
Durante 11 años y 9 meses, el Contraalmirante Carrasco desarrolló un fructífero quehacer, matizado por grandes desafíos y exigencias, una gestión de excepción que dejó un Servicio Hidrográfico moderno y reconocido nacional e internacionalmente. El 3 de diciembre de 2021, entregó la dirección del SHOA al Capitán de Navío Arturo Oxley Lizana.

## Actividades destacadas
En los diversos cargos asumidos, el Contraalmirante Carrasco ha sido gestor y ha liderado importantes proyectos de desarrollo tecnológico, mejorando procesos y sistemas de producción del SHOA. Cabe destacar la implementación de una base de datos corporativa, Archivo de Datos, Gestión de Información y Reestructuración de Sistemas Informáticos. Asimismo, impulsó la formación del Departamento de Investigación y Desarrollo del SHOA, creado en el año 2002, y la puesta en marcha del Sistema de Impresión por Demanda.

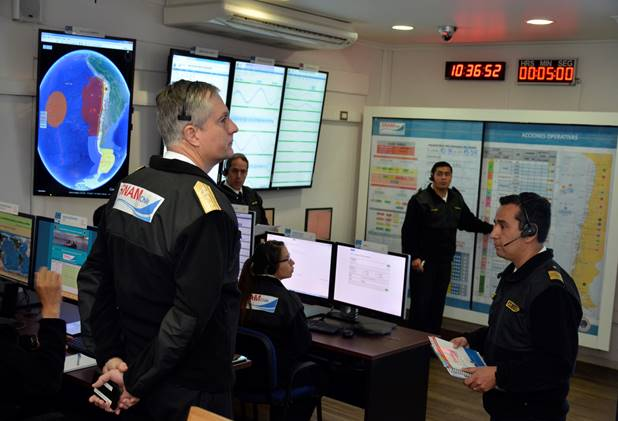
En su calidad de director del SHOA, al Contraalmirante Carrasco le correspondió dirigir por más de 10 años el Sistema Nacional de Alarma de Maremotos (SNAM). En la fotografía, durante el Simulacro Binacional Chile-Japón, realizado el 3 de noviembre de 2016.

Han sido aspectos fundamentales de su gestión, el fortalecimiento del Sistema Nacional de Alarma de Maremotos (SNAM), mediante el desarrollo de nuevos procedimientos y protocolos para enfrentar las emergencias; capacitaciones, sistemas de respaldo y aplicaciones informáticas con tecnología de última generación, que han convertido al SNAM Archivado el 25 de mayo de 2021 en Wayback Machine. en un referente y un ejemplo para muchos países del mundo. Lo anterior, junto al mejoramiento de la Red Mareográfica Nacional, a través del incremento de las estaciones de nivel del mar a lo largo de la costa de Chile, y la adquisición de nuevos sistemas de boyas DART 4G para el monitoreo del océano.

## Representaciones internacionales
En virtud de su cargo como representante oficial del Estado de Chile ante organismos internacionales del ámbito de la Hidrografía y ciencias afines, es representante de Chile ante la Organización Hidrográfica Internacional (OHI) y la Comisión Oceanográfica Intergubernamental (COI). Ha participado en numerosos encuentros internacionales y Grupos Técnicos de Trabajo, como Jefe de la Delegación Chilena para la creación, negociación y firma de convenios de cooperación y alianza estratégica con Organismos Nacionales e Internacionales, ocupando los siguientes cargos:
- Presidencia de la Comisión Hidrográfica del Pacífico Sudoriental (CRHPSO), en el 2011.[15]
- Vicepresidencia de la XVIII Conferencia Hidrográfica de la Organización Hidrográfica Internacional con sede en Mónaco, el año 2012.[16]
- Vicepresidencia del Grupo de Coordinación Intergubernamental para el Sistema de Alarma de Tsunami y Mitigación para el Océano Pacífico (ICG/PTWS), entre los años 2011 al 2013 y 2013 al 2015.[17]
- Representante de la Organización Hidrográfica Internacional (OHI) en el Comité Director de la Carta Batimétrica General de los Océanos (GEBCO), por el período 2013-2018.[18]
- Miembro del Consejo Ejecutivo de la Comisión Oceanográfica Intergubernamental de la UNESCO (COI), desde el año 2015 a la fecha.[19]

## Medallas y condecoraciones
- Estrella Militar de las Fuerzas Armadas (Estrella Militar) (10 años)
- Medalla Dirección de Educación de la Armada de 2ª Clase.
- Estrella Militar de las Fuerzas Armadas  (Estrella Al Mérito Militar) (20 años)
- Condecoración Minerva de la Academia Politécnica Naval.
- Estrella Militar de las Fuerzas Armadas (Gran Estrella Al Mérito Militar) (30 años)
- Condecoración Presidente de la República (Gran Oficial)

## Otros reconocimientos
- Premio “Alexander Dalrymple”, otorgado en la ciudad de Londres por la Oficina Hidrográfica del Reino Unido (UKHO), en el año 2015, en reconocimiento a su dedicación y contribución excepcional a la Hidrografía a nivel mundial. Esta distinción fue por primera vez otorgada a un profesional sudamericano.[20]

- Medalla al Mérito “Tamandaré” de la Marina del Brasil, en el año 2018, destinada a destacar a autoridades, instituciones y personalidades civiles y militares, brasileñas o extranjeras, que hayan prestado relevantes servicios y contribuido a fortalecer las tradiciones de la Marina de Brasil, así como a la materialización de acuerdos de cooperación y colaboración.[21]

- Medalla de la Federación Internacional de Ligas y Asociaciones Marítimas y Navales (FIDALMAR) en su Categoría Oro, por su probada vocación marítima, y en reconocimiento a la loable colaboración demostrada que siempre ha servido a los intereses y al patrimonio marítimo de la humanidad.[22]